# マルクス (ローマ教皇)
マルクス（Marcus, ? - 336年10月7日）は、ローマ教皇（在位：336年）。ローマ出身。336年1月18日に教皇に選出されたが、同年10月7日に没した。在位期間8か月20日。
オスティアの司教が教皇を聖別し、教皇にパリウムを与えることを決定した。ローマに聖マルコ教会を建立した。カトリック教会の聖人であり、記念日は10月7日。